# Zigarrenfabrik Biermann und Schörling
Das ehemalige Kontorhaus der Zigarrenfabrik Biermann und Schörling in Bremen-Neustadt, Ortsteil Buntentor, Buntentorsteinweg 29, Ecke Geschwornenweg, stammt von etwa 1873. 
Das Gebäude steht seit 2021 unter Bremischem Denkmalschutz.

## Geschichte
Im 18. bis 20. Jahrhundert war der Tabakhandel in Bremen ausgeprägt. Nach der Reichsgründung von 1871 und der positiven Entwicklung der Wirtschaft nahm die Tabakindustrie in Bremen deutlich zu.
Das dreigeschossige verputzte historisierende Geschäfts- und Kontorhaus der Hauptverwaltung der Zigarrenfabrik Biermann und Schörling wurde um 1873 im Stil der Neorenaissance gebaut; in Bremen ein früher Bau in diesem Stil.
Das Landesamt für Denkmalpflege Bremen befand: „Die repräsentative Gestaltung des eineinhalbgeschossigen, nahezu ungeteilten Geschäftsraums mit schmuckvollen gußeisernen Säulen, ist darin begründet, dass die Fabrik in diesen Räumlichkeiten ihre Produkte vermarktet hat und das Ambiente dem Luxusgut Zigarre einen angemessenen Rahmen geben sollte.“
Die Zigarrenherstellung der Firma befand sich größtenteils außerhalb Bremens, da die Hansestädte Hamburg, Bremen und Lübeck, mit ihren Freihäfen außerhalb des deutschen Zollgebiets, erst 1888 dem Deutschen Zollverein von 1834 beitraten. Zudem konnten bei der Herstellung von Zigarren in Handarbeit außerhalb Bremens günstigere Arbeitskräfte beschäftigt werden. Die Firma hieß später Bremer Zigarrenfabrik.
Im Erdgeschoss befand sich nach 1945 ein Fachhandel für Sanitär- und Badezimmerbedarf. Das EG stand längere Zeit leer. Seit 2015 hat hier das gemeinnützige Kulturzentrum Kukoon seinen Standort.